# Massacre de Fort-Dauphin (1794)
Pour les articles homonymes, voir Massacre de Fort-Dauphin.
Le massacre de Fort-Dauphin a lieu le 7 juillet 1794, pendant la Révolution haïtienne. Il est commis par les troupes auxiliaires noires du général Jean-François, ancien esclave passé au service de l'Espagne, qui pillent la ville et tuent entre 734 et un millier de civils français, dont des femmes et des enfants.

## Prélude
Le 1er juillet 1794, une attaque des troupes de Jean-François est repoussée à Dondon par les forces républicaines de Toussaint Louverture,,,,,. À la suite de cette défaite, Jean-François bat en retraite avec ses 800 hommes, cependant son autorité est affaiblie par cet échec et il ne parvient à faire marcher ses troupes qu'en échange de la promesse du pillage de la ville de Fort-Dauphin,.
Depuis janvier, Fort-Dauphin — rebaptisé Fort-Liberté en 1820 — est occupé par les troupes espagnoles de Don Gaspard de Cassasola, et du colonel Montalvo. Celles-ci sont constituées de régiments de Cantabrie, du Mexique, de Porto-Rico et de La Havane,. La ville accueille également environ un millier de Français royalistes, qui ont trouvé refuge à Fort-Dauphin à la suite d'une proclamation faîtes par les Espagnols leur promettant aide et protection,,.

## Déroulement
Le matin du 19 messidor an II (7 juillet 1794), les auxiliaires noirs de Jean-François font leur entrée à Fort-Dauphin,,. Ceux-ci étant au service l'Espagne et porteurs de la cocarde blanche, leur arrivée ne provoque aucune inquiétude de la part des habitants blancs, dont bon nombre sont des réfugiés royalistes,,,. Selon l'historien Thomas Madiou, Jean-François réclame le sac de la ville aux autorités espagnoles, qui le lui accordent par crainte qu'il ne passe avec ses hommes dans le camp républicain. D'après Beaubrun Ardouin, Jean-François affirme également que des Français complotent pour livrer Fort-Dauphin aux républicains. 
Les troupes espagnoles et les auxiliaires noirs se rangent ensuite en bataille sur la place d'armes, afin d'être passées en revue,,. D'après les mémoires du général républicain François Joseph Pamphile de Lacroix, suivi par Thomas Madiou, Beaubrun Ardouin, Joseph Saint-Remy et Victor Schœlcher, le signal du massacre est donné par le prêtre Vasquez, vicaire général de l'armée espagnole, curé de L'Axabon et confesseur de Jean-François,,,, :

« Après avoir célébré l'office divin, le prêtre espagnol Vasquès sort en habits sacerdotaux de l'église pour aller bénir les troupes noires et espagnoles. Le soi-disant grand-amiral de France, Jean-François, vient baiser respectueusement la main de Vasquès, son ami, avec lequel il avait passé la matinée entière. Dans ce moment part un coup de sifflet: aussitôt des détachemens formés d'Espagnols et de noirs se divisent en petites patrouilles dans la ville et poignardent en silence et de sang-froid les Français qui leur tombent sous la main. Le sang ruisselle dans les rues; on l'ignore dans les maisons. Les tigres qu'allèche cette boucherie y pénètrent, et, toujours en silence, continuent à frapper leurs nombreuses victimes. Rien n'est épargné; hommes, femmes, enfans, vieillards, tout périt à l'exception de quatorze personnes qui se couvrent d'uniformes espagnols, ou qui font les morts, étendues parmi les cadavres. Cet égorgement préparé de sang-froid par Vasquès avec les chefs de l'insurrection, dans le secret du confessionnal, coûta la vie à plus de mille personnes. Ce n'étaient, suivant eux, que des hébreux, que des régicides,. »

La plupart des soldats espagnols se réfugient à l'intérieur du grand fort et restent passifs pendant les tueries,,. En juillet 1794, de Beaucorps, le commandant du cordon de l'Est, écrit dans une lettre adressée à Rodriguez, lieutenant-colonel des troupes franches au Cap : « Ces gueux d'Espagnols ont regardé cela sans dire la moindre des choses, au contraire ils avaient l'air d'être contents ». Certains habitants parviennent cependant à pénétrer parmi les troupes espagnoles et à échapper aux tueries. L'amiral Don F. Montes fait notamment envoyer des chaloupes sur le rivage pour recueillir des rescapés.
Les troupes de Jean-François pillent les habitations jusqu'à la tombée de la nuit. Pendant trois jours, Cassasola reste enfermé dans le fort, mais il finit par paraître en ville le 10 juillet, à l'invitation de Jean-François. Selon Joseph Saint-Rémy, Cassasola aurait réprimandé Jean-François et aurait obtenu avec peine la sortie de ses troupes de la ville. Beaubrun Ardouin qualifie quant à lui Cassasola de « vieillard infirme [...] incapabale d'énergie » et estime qu'il a probablement consenti aux tueries afin de retenir les troupes de Jean-François sous ses ordres.

## Bilan humain
Le bilan humain humain n'est pas connu avec exactitude et varie selon les auteurs. Dans ses mémoires, le général républicain François Joseph Pamphile de Lacroix fait état de plus d'un millier de victimes. En 1847, Thomas Madiou donne un bilan de 950 tués. En 1850 et 1853, Joseph Saint-Remy et Beaubrun Ardouin avancent que 734 personnes périssent lors de ce massacre,. En 2007, Madison Smartt Bell évoque 800 morts.